# Paweł Jasienica
Paweł Jasienica (polonès: Leon Lech Beynar)  (Uliànovsk, 10 de novembre de 1909 - Varsòvia, 19 d'agost de 1970) va ser un historiador i autor de llibres sobre la història de Polònia.

## Biografia
Paweł Jasienica va néixer el 1909 en el si d'una família polonesa a Uliànovsk al sud de Rússia i va morir el 1970 a Varsòvia. Quan encara era nen es va traslladar amb la seva família a Ucraïna, d'allà a Varsòvia i després a Vílnius, que aleshores era part de Polònia. A Vílnius va finalitzar la secundària i va estudiar història a la universitat Stefan Batory.
Durant la Segona Guerra Mundial va formar part del grup guerriller Armia Krajowa, que lluitava sota el comandament del Govern polonès a l'exili. Malferit, va ser acollit pel capellà del poble Jasienica, que el va ocultar i li va salvar la vida. Ja recuperat, va agafar el nom del poble com el seu cognom, i d'aquesta manera protegir la seva esposa, que s'havia quedat a Vílnius, que mentrestant havia passat a formar part de la Unió Soviètica i a qui temia que deportessin a Kazakhstan, si sortia a relluir que ell seguia encara viu.
Després de la guerra es va establir a Cracòvia i posteriorment a Varsòvia. Va ser empresonat i alliberat. Va publicar, entre d'altres, en el Setmanari Universal (Tygodnik Powszechny), del que va arribar a ser corredactor. Va participar activament en la vida cultural i intel·lectual del país. Va quedar vidu i el 1969, uns mesos abans de morir, es va casar amb Zofia Darowska – O'Bretenny, sense imaginar-se que aquesta l’havia conquistat per encàrrec del Servei d'Intel·ligència polonès (Słożba Bezpieczeństwa), al que va seguir presentant informes escrits sobre les activitats de Jasienica, després de casada, tal com es mostra en la pel·lícula Rosita (Różyczka) de Jan Kidawa-Błoński.

## Obra publicada
Entre les seves obres més importants podem esmentar:
- La Polònia dels Piast (Polska Piastów), que tracta sobre l'època en què els reis i prínceps de la dinastia Piast van governar Polònia;
- La Polònia dels Jagellón (Polska Jagiellonów), que tracta sobre l'època en què els reis de la dinastia Jagellón van governar la Unió de Polònia i Lituània;
- L'última de la nissaga (Ostatnia z rodu), que tracta sobre Anna de Polònia, l'última dels Jagellón i sobre el trànsit d'una monarquia dinàstica a una monarquia en la qual el rei era elegit pels nobles, els qui li posaven determinades condicions perquè assumís el càrrec;
- La República de les dues nacions (Rzeczpospolita Obojga Narodów), trilogia que tracta sobre l'època en què els reis electes governaven les dues nacions, Polònia i Lituània, fins que els seus territoris van ser objecte de repartiment per part de Rússia, Àustria i Prússia.
- Reflexions sobre la guerra civil (Rozważania o wojnie domowej). Enmig de la història de la Revolta de La Vendée a França, l'autor introdueix reflexions sobre la naturalesa de l'ésser humà i el poder il·limitat.[1]

## Concepció de la història
Segons Jasienica la continuació de la dinastia garantia la continuïtat del dret monàrquic i de les institucions estatals. Els estats estaven lligats indefectiblement a les seves dinasties. Considerava que els personatges que estaven en el poder influïen sobre nacions senceres, per la qual cosa responien per l'estat moral de la societat i se centrava en la descripció d'aquests personatges.
La seva concepció de la història diferia de la concepció marxista que propugnava la cúpula lligada al govern comunista de Polònia. El 1968, per motius polítics, es va prohibir la publicació de les seves obres, a pesar que prèviament les editorials estatals poloneses li publicaven milers d'exemplars.
L'historiador polonès Henryk Samsonowicz en la seva introducció a una edició recent (2008) de  Trzej kronikarze , descriu Jasienica com una persona que va fer molt per popularitzar la història de Polònia.